# Absorpční prvek
Absorpční prvek je v algebře označení pro takový prvek {\displaystyle o} algebraické struktury {\displaystyle A} s binární operací {\displaystyle *}, který pro všechna {\displaystyle a\in A} splňuje:
1. {\displaystyle o*a=o} a
2. {\displaystyle a*o=o}

V nejběžnějších algebraických strukturách jako jsou přirozená čísla, celá čísla, racionální čísla a reálná čísla je absorpčním prvkem vůči násobení číslo nula.